# Поліська Січ (веломарафон)
Марафон «Поліська Січ» — всеукраїнський туристичний велосипедний марафон велофестиваль. Проходить щороку на Рівненщині на свято Трійці, починаючи з 2016 року.
Марафон проводиться з метою популяризації велотуризму серед широких верств населення, а також розвитку туристичних маршрутів Рівненщини. Організатор марафону - Юрій Ойцюсь.
Учасники марафону долають 300 км за 3 дні туристичними маршрутами Рівненщини та мальовничою природою Полісся.
Марафон присвячений 75-тій річниці заснування «Олевської республіки» та її збройних сил — «Поліської січі» під командуванням Тараса Бульби-Боровця.

## Формат проведення
Марафон «Поліська Січ» — це велосипедний триденний марафон.
Основними завданнями заходу були проголошені: розвиток туризму на Рівненщині, популяризація здорового способу життя, активного відпочинку та екологічно чистого виду транспорту.
Перший марафон в 2016 році розділив учасників на 2 групи: спортсмени (змагаються у швидкості подолання маршруту) та туристи (завдання яких перевірити себе на витривалість та побачити максимум цікавого по маршруту).
У всіх наступних марафонах організатори відмовились від «спортивного» напрямку.
Організатори марафону наголошують, що велозахід не є змаганням або перегонами. Це найдовший велосипедний маршрут області, котрий передбачає відвідання максимальної кількості популярних та маловідомих туристичних об'єктів.
Через російське військове вторгнення в Україну 2022 прийнято рішення відкласти проведення марафону до перемоги України.

## Маршрут
Маршрут марафону постійно вдосконалюють та змінюють, опираючись на досвід та відгуки учасників.

### Маршрут марафону 2016—2019
- Місце старту — урочище «Чадорож», біля села Хотин, Рівненський район;
- КП1 — фініш 1-го дня — на березі річки Случ в м. Березне, Березнівський район;
- КП2 — фініш 2-го дня — на березі річки Случ в смт Соснове, Березнівський район;
- Місце фінішу — м. Рівне.

### Маршрут марафону 2020
Організаторами прийнято рішення змінити концепцію 5-го ювілейного марафону та зробити стаціонарний табір в селі Хотин (урочище «Чадорож»).
Розроблено радіальні маршрути, які починаються та закінчуються кожного дня в селі Хотин.
- Радіальний маршрут 1-го дня: Метків  — Суськ  — Жобрин  — Углище  — Деражне  — Бичаль  — Звіздівка  — Ставок  — Злазне  — Базальтове  — Головин  — Берестовець — Маща  — Кам'яна Гора  — Нова Любомирка  — Олександрія — Свяття — Волошки[6].
- Радіальний маршрут 2-го дня: Караєвичі — Понебель — Білів — Пересопниця — Радухівка — Олика — Цумань — Жобрин — Суськ — Рубче — Метків — Хотин[7].
- 3-го дня учасникам пропонується на вибір декілька невеликих мальовничих радіальних маршрутів[8].

## Учасники та статистика
|      | Чоловіки | Жінки | Всього взяли участь | Всього зареєстрованих |
| ---- | -------- | ----- | ------------------- | --------------------- |
| 2016 | 148      | 28    | 176                 | 221                   |
| 2017 | 232      | 65    | 297                 | 379                   |
| 2018 | 290      | 82    | 372                 | 532                   |
| 2019 | 249      | 78    | 327                 | 476                   |
| 2020 | 139      | 47    | 186                 | 313                   |

Кількість учасників, які відвідали всі марафони МПС — 15 (чоловіки — 14, жінки — 1).[джерело?]
«Марафон Поліська Січ — 2019» тривав три дні. Як і раніше, підтримку в організації надала Шпанівська сільська громада. В ньому брали участь іноземці, зокрема, велотуристи з Польщі та Білорусі. Всього на марафон цього року зареєструвалися 473 учасники.

## Розваги для учасників
Традиційно, ввечері 2-го дня марафону, організатори проводять фотоконкурс серед учасників, які збираються перед великим екраном та оплесками визначають переможців у різних номінаціях.
В 2018 році, перед початком марафону, відбувся фестиваль «Вогняна Сова», серед розваг котрого були створення дерев'яної та вогняної скульптур, виступи фолк- та рок-гуртів, імпровізації та вогняне шоу.
В 2019 році на марафоні відбувся концерт гурту Joryj Kłoc.
В 2020 році на марафоні відбувся концерт Віктора Винника.

## Галерея

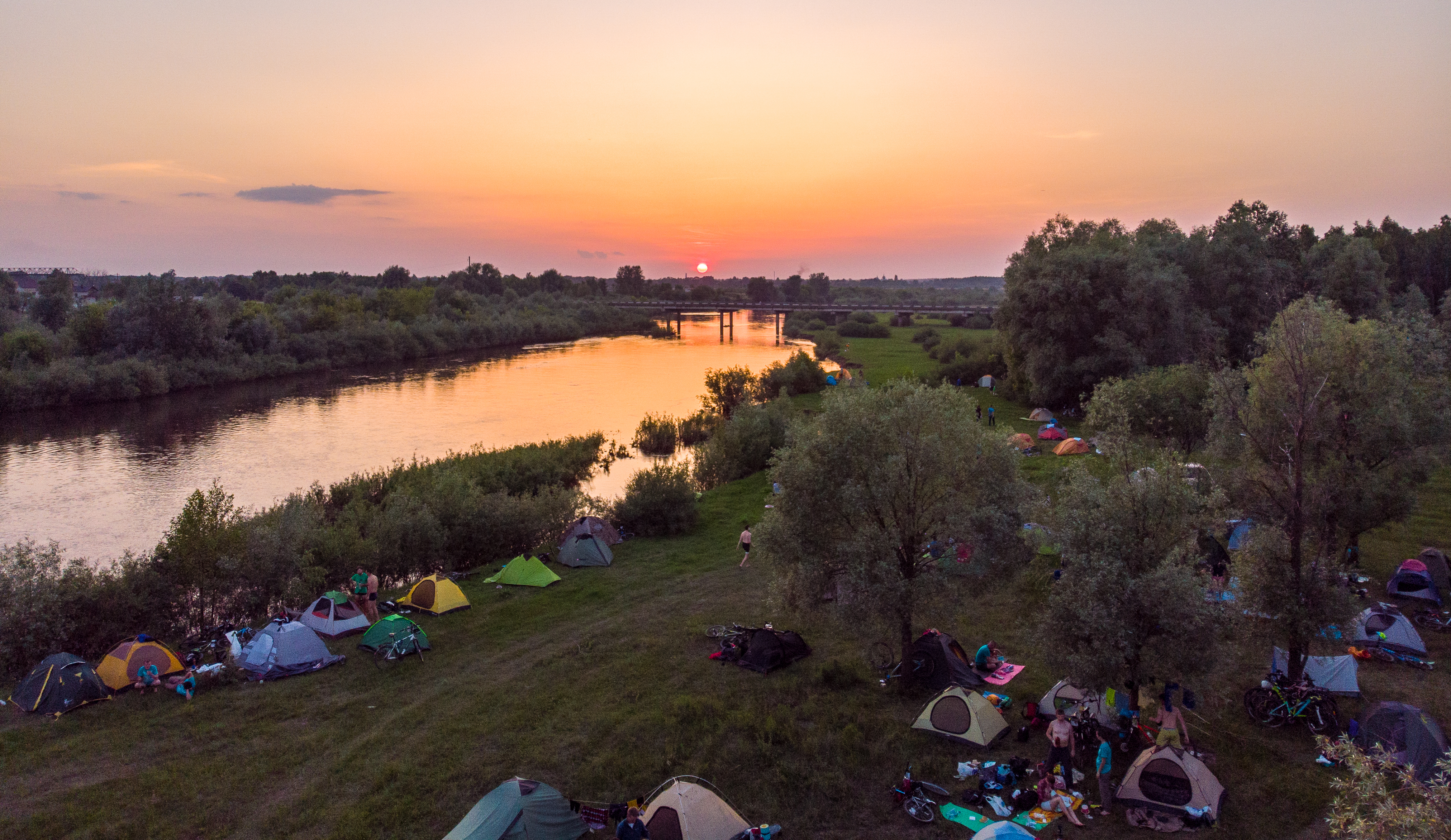
МПС-2019, 1й день, наметове містечко біля річки Случ в місті Березне
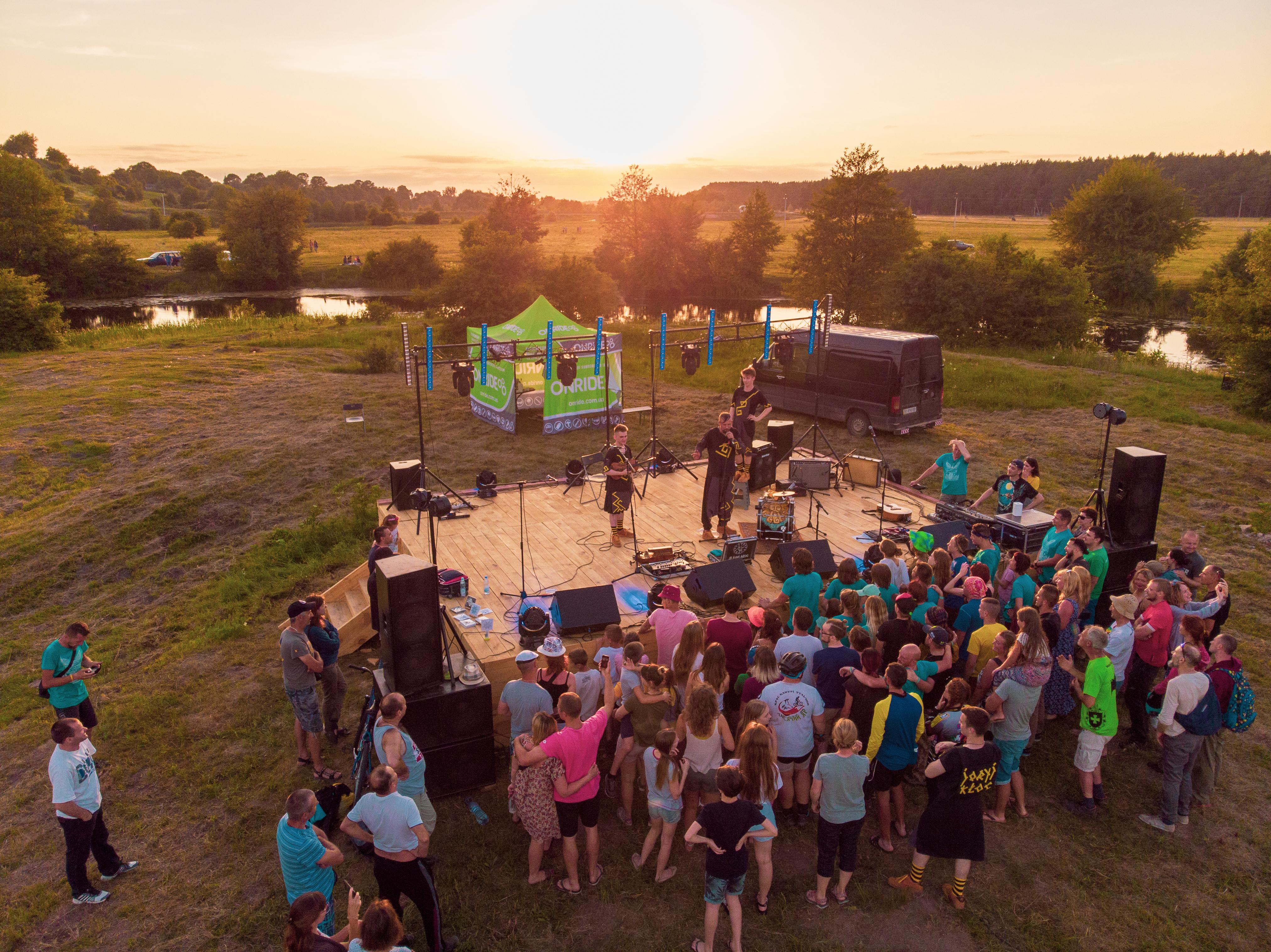
МПС-2019, 3й день, виступ гурту Joryj Kłoc
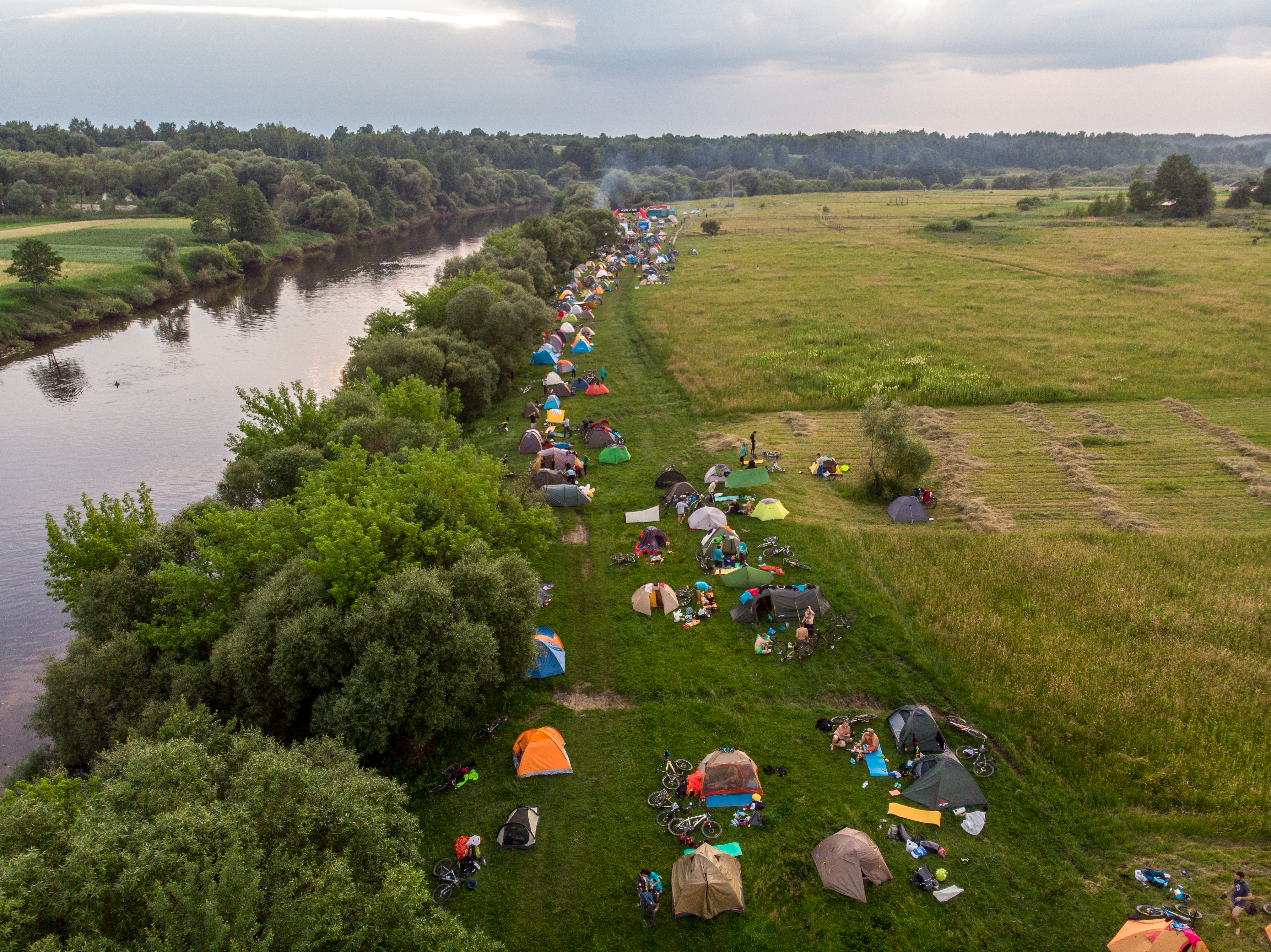
МПС-2019, 2й день, наметове містечко біля річки Случ в селі Більчаки
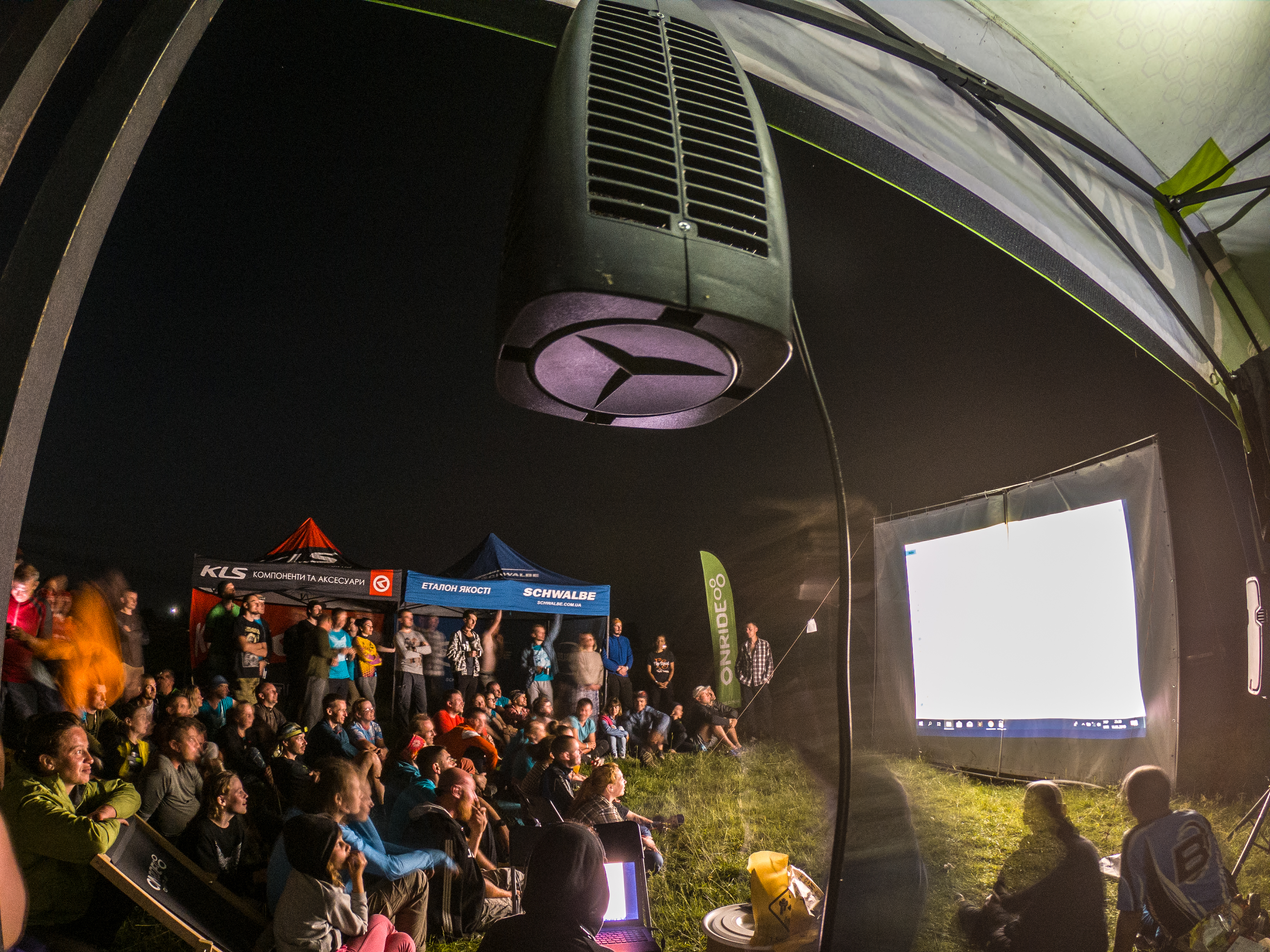
МПС-2019, 2й день, фотоконкурс